# Patalene aequosus
Patalene aequosus là một loài bướm đêm trong họ Geometridae.